# Hrvatska radiotelevizija
Hrvatska radiotelevizija (en català, “radiotelevisió croata”), també abreujada en HRT, és una empresa pública de ràdio i televisió de Croàcia. Fou fundada el 1926 i posseeix quatre canals de televisió, tres emissores de ràdio, amb vuit canals de ràdio locals i un de web multimèdia. L'empresa va formar part de la ràdio i televisió iugoslava fins al 1991, quan Croàcia va obtenir la seva independència. l'HRT està dividida en tres ens públics més: ràdio (Hrvatski radio), televisió (Hrvatska televizija) i la productora musical Glazbena proizvodnja. L'HRT es finança ajudant-se d'un impost mensual i d'anuncis publicitaris. És membre de la Unió Europea de Radiodifusió des del 1993, amb la qual cosa pot participar en programes paneuropeus com el concurs d'Eurovisió.